# Bitva u Zborova
Bitva u Zborova (1.–2. července 1917) představovala součást Kerenského ofenzívy a představovala první významné vystoupení Československých legií na východní frontě. Úspěch československých jednotek byl natolik výrazný, že ruská prozatímní vláda poté zrušila veškerá omezení na formování nových jednotek z českých a slovenských zajatců.

## Průběh bitvy

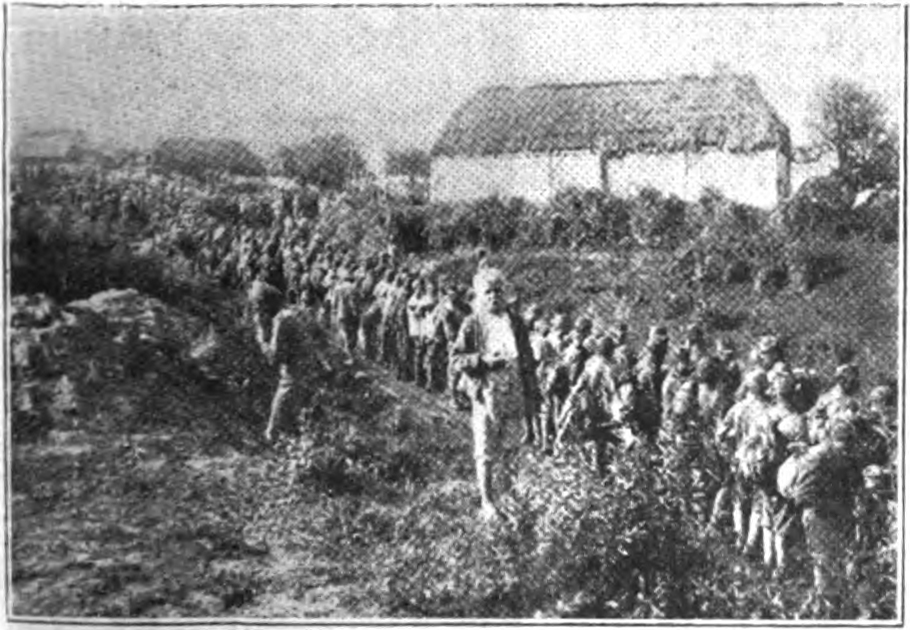
Počítání rakouských zajatců

Ještě před bitvou, která byla vedena v blízkosti ukrajinské obce Zborov, byli v průběhu dělostřelecké přípravy těžce zraněni dva pozdější významní českoslovenští generálové Jan Syrový (přišel o oko) a Otakar Husák.
Legionářská střelecká brigáda o síle asi 3500 mužů (1. střelecký pluk „Mistra Jana Husa“, 2. střelecký pluk „Jiřího z Poděbrad“, 3. střelecký pluk „Jana Žižky z Trocnova“) dosáhla úspěchu na vedlejším směru v rámci Kerenského ofenzívy, když prorazila přes čtyři linie rakousko-uherské armády až do hloubky asi 5 km a získala velký počet zajatců a válečného materiálu. Proti legionářům zde stály české pěší pluky č. 35 (Plzeňský) a č. 75 (Jindřichohradecký) z 19. pěší divize a část 86. pěšího pluku a 6. pěšího pluku 32. uherské pěší divize o síle asi 5500 mužů, dobře vystrojených a výborně vyzbrojených.
Oproti tomu měla legionářská brigáda velmi slabou výzbroj, nedostatek kulometů a zcela nedostatečná byla i výstroj vojáků. Ztráty legionářské brigády při této bitvě byly 185 padlých a zemřelých následkem zranění a asi 700 zraněných. Oproti tomu legionáři (společně s Rusy) pobili 1800 Čechů a Němců ze 35. pěšího pluku[zdroj?] (po bitvě prý z tohoto regimentu zbylo 51 Němců a 476 Čechů).

## Zajímavosti

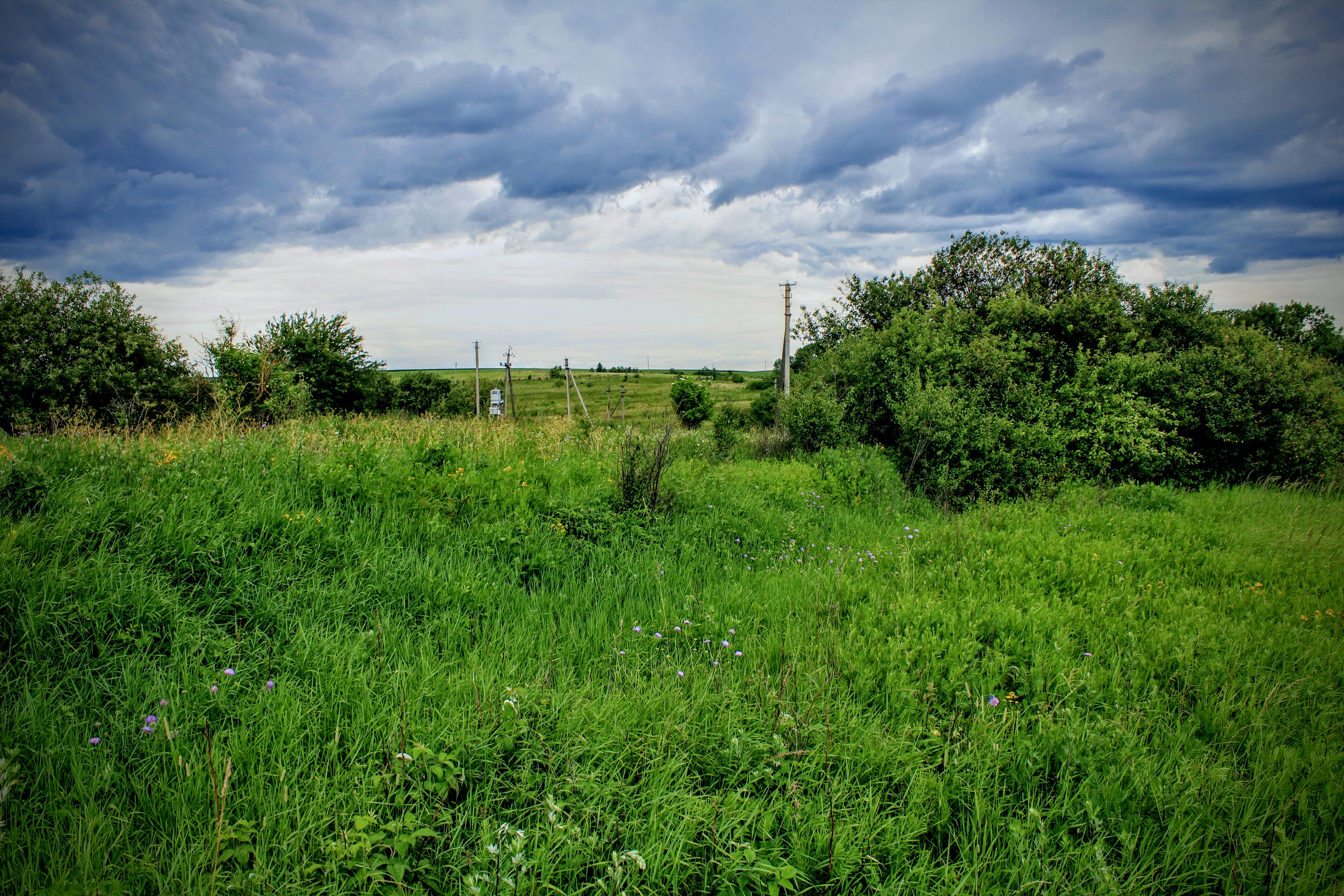
Pravděpodobné pozůstatky zákopů nedaleko obce Cecovka (Cecová), ve střední části úseku obsazeném československými jednotkami

S bitvou jsou spojování hned tři budoucí českoslovenští prezidenti. Zatímco T. G. Masaryk bitvu sledoval z Petrohradu pomocí telegramů a válečných vývěsek, Ludvík Svoboda se jí účastnil v poli jako legionář. Jako příslušník rakousko–uherské armády se podle Historického ústavu AV ČR pravděpodobně zúčastnil bitvy Klement Gottwald. Přítomnost Klementa Gottwalda v bitvě však nelze podle dobových pramenů potvrdit. Podle historičky Lenky Bobíkové byl v červnu 1917 na východní frontě zraněn a z nemocnice v Marmaros-Sighetu se vrátil až v srpnu téhož roku.
U Zborova bojoval 1. střelecký pluk ještě pod názvem pluk „Svatého Václava“. Po zborovské bitvě, když profesor Masaryk navštívil československé legionáře, dovolil si jako předseda Československé národní rady tento pluk přejmenovat na pluk „Mistra Jana Husa“. Souhrnně byly výše uvedené pluky označeny ruským velením čestným názvem „pluky 18. června“ (na tento den přišlo dle ruského kalendáře zahájení Kerenského ofenzívy, den před zborovskou bitvou) a mohly si na své prapory a korouhve připevnit čestné svatojiřské stuhy. Vrchní velitel ruských vojsk generál Alexej Alexejevič Brusilov ocenil československé legionáře tím, že se před jejich velitelem T. G. Masarykem poklonil po mužicku, až po pás.  Poznamenejme, že mu TGM věnoval pozornost jako prezident, když se po válce, jako exulant, léčil v Karlových Varech. Na urgentní sbírku obětem od Zborova v Petrohradě věnoval Masaryk ihned "celý obsah své peněženky".

## Odrazy v kultuře

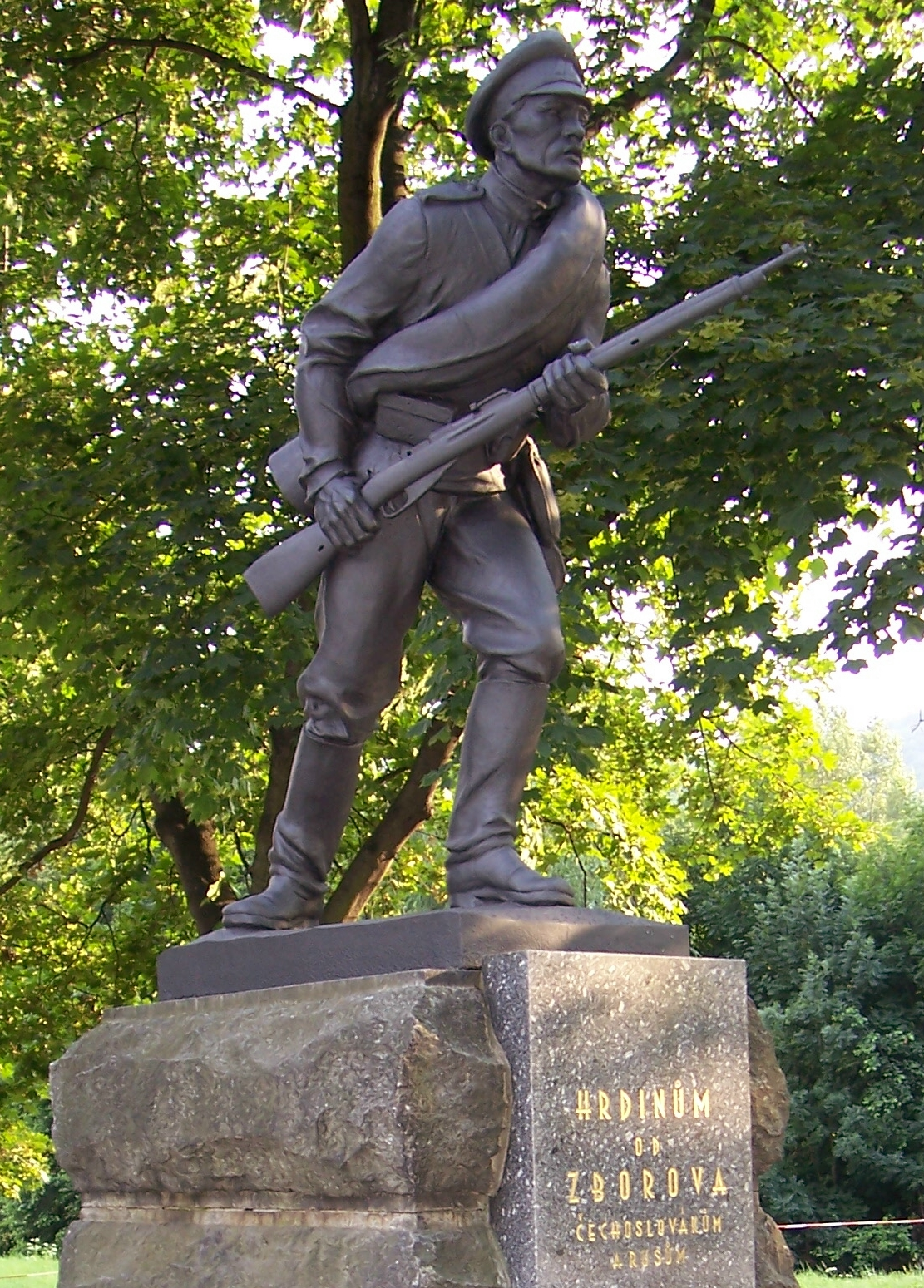
Památník „Hrdinům od Zborova“ v Blansku. V den výročí 2. července se zde konává vzpomínkový akt.

Bitva u Zborova se v meziválečném období stala symbolem příkladného hrdinství československých vojáků. Na počest jejích účastníků byly postaveny pomníky, napsány knihy, natočen film. V roce 1937 byla bitva připomenuta vydáním československé poštovní známky (autoři: Jindřich Vlček, Bohumil Heinz).
Neúplný výčet:
- film Zborov (1938)
- pomník v Praze 4 - Spořilově
- památník v Praze 4 - Nuslích, Pod Nuselskou sokolovnou
- pomník v Blansku
- pomník v Českých Budějovicích
- pomník v Kalynivce
- K. Hašler píseň Hoši od Zborova

## Významní účastníci bitvy
- Stanislav Čeček
- Zdeněk Fierlinger
- Radola Gajda
- Otakar Husák
- Karel Janoušek
- Karel Klapálek
- Josef Mašín
- Rudolf Medek
- Emanuel Moravec
- Alois Laub
- Karel Paleček
- Ludvík Svoboda
- Jan Syrový
- Josef Jiří Švec
- Karel Kutlvašr
- František Langer